# Donnie Van Zant
Donald Newton "Donnie" Van Zant, född 11 juni 1952 i Jacksonville, Florida, är en amerikansk sångare i bandet 38 Special, som bildades 1974.
Han är den mittersta brodern av tre. Hans äldsta broder Ronnie var originalsångare i Lynyrd Skynyrd. Ronnie omkom när bandets flygplan kraschade i Mississippi 1977. Hans yngre bror Johnny är nu sångare i Lynyrd Skynyrd. Donnie och Johnny uppträder då och då som bandet Van Zant.